# ران کوپر (بازیکن فوتبال اهل انگلستان)
ران کوپر (انگلیسی: Ron Cooper; ۲۸ اوت ۱۹۳۸ – ۱۳ آوریل ۲۰۱۸) بازیکن فوتبال بود.
از باشگاه‌هایی که در آن بازی کرده‌است می‌توان به باشگاه فوتبال پیتربورو یونایتد اشاره کرد.